# Сакалиба

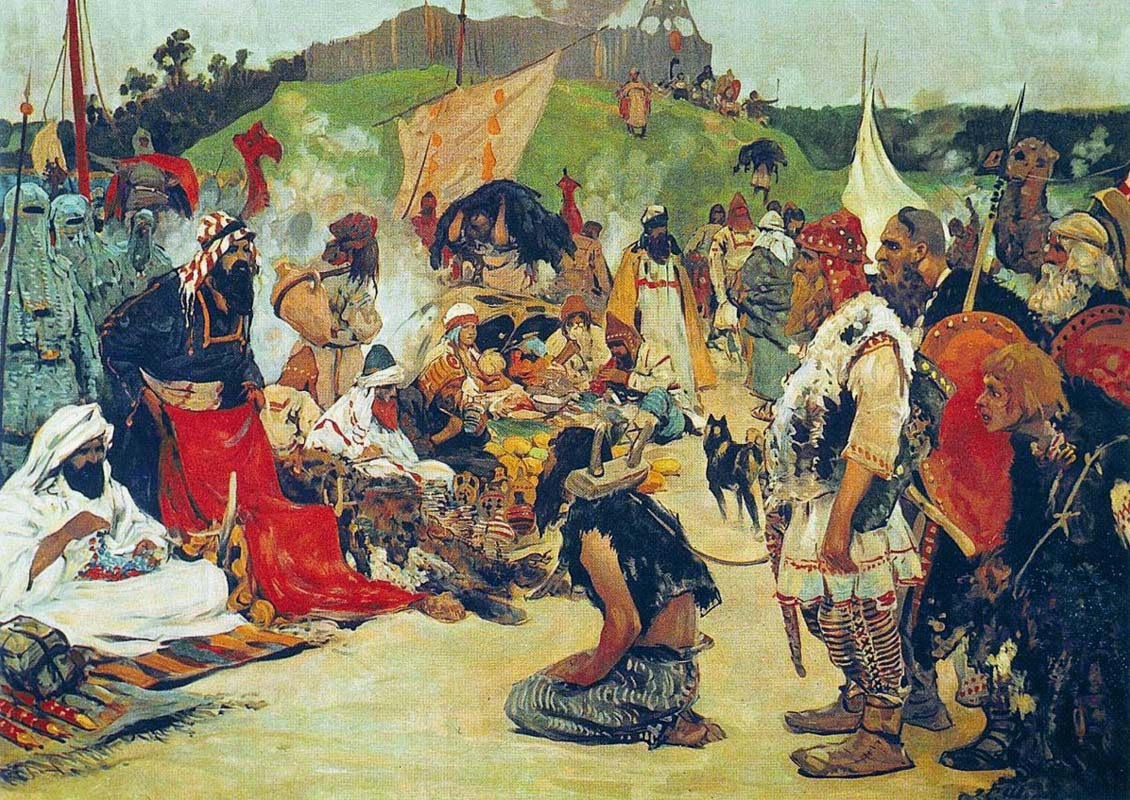
«Торг в стране восточных славян», картина Сергея Иванова, 1912

Сака́либа (араб. صقالبة‎ ṣaqāliba, ед. ч. араб. صقلبي‎ ṣaqlabī, от ср.-греч. σϰλάβος — «славянин») — термин в раннесредневековой исламской литературе, обозначающий преимущественно славян, а также другие народы Центральной, Южной и Восточной Европы. Термин часто применялся по отношению к славянским рабам в исламских странах, но мог относиться в широком смысле ко всем европейским рабам, которыми торговали жители исламских стран.

## Термин
Термин возник в период контактов арабов со славянами. От греческого ср.-греч. σκλάβοι (склави) (ср.-греч. σκλαβηνοί, склавини), в VII веке произошло араб. صقلبي‎ (саклаби, мн. ч. араб. صقالبة‎ сакалиба). Семантический сдвиг к значению раб произошёл позднее в Западной Европе. В андалузском диалекте арабского языка термин сакалиба обозначал сначала славянских рабов, а затем, аналогично семантическому развитию термина в других западноевропейских языках, иностранных рабов в целом.

## Славяне-наёмники
В середине VII века славяне нанимались на военную службу в Византии. Некоторые из них переходили на сторону мусульман, которые поселяли этих наёмников вблизи своих границ. Сведения об общинах этих славян известны до середины VIII века. После битвы при Себастополисе в 692 году Небул, архонт славянского корпуса в византийской армии, и 30 тысяч его людей были поселены Омейядами в Сирии.

## Жители Восточной Европы
Термин использовался, как правило, для обозначения славян также авторами из исламских стран, сообщавшими о Восточной Европе, особенно теми, кто побывал в этом регионе: Харун ибн Яхья, Ибрагим ибн Якуб, Абу Хамид аль-Гарнати и др. Однако арабский путешественник Ибн Фадлан, в 921—922 годах в качестве секретаря посольства Аббасидского халифа аль-Муктадира посетивший Волжскую Булгарию, в своём отчёте «Рисале» термином сакалиба именует жителей Булгарии. У Мас’уди в число сакалиба включены немцы.
Мусульманский географ иранского происхождения Ибн Хордадбех в IX веке в своей «Книге путей и стран» писал, что титул царя сакалибов был «князь».

## Невольники
Сакалиба назывались также невольники, обычно славяне: из Германии (в основном полабские славяне), которых работорговцы вывозили в мусульманскую Испанию, оттуда — в Северную Африку и далее на восток; с Северо-Западных Балкан (в основном южные славяне), вывозившиеся в Северную Африку и далее на восток); из Восточной Европы (в основном восточные славяне), вывозившиеся по Волжскому пути в восточные регионы исламского мира.
В арабском мире сакалиба выполняли различные обязанности, они были слугами, наложницами гарема, евнухами, рабами-ремесленниками, рабами-солдатами и стражниками халифа. В Иберии, Марокко, Дамаске и Сицилии их военная роль была сопоставима с ролью мамлюков в Османской империи. Рабы-сакалиба из Германии обычно оскоплялись. Многие из них становились дворцовыми евнухами в Кордовском халифате, Фатимидском халифате и других исламских странах, и приобретали большое влияние. В Аль-Андалусе славянские евнухи были настолько популярны и широко распространены, что стали синонимом сакалиба.

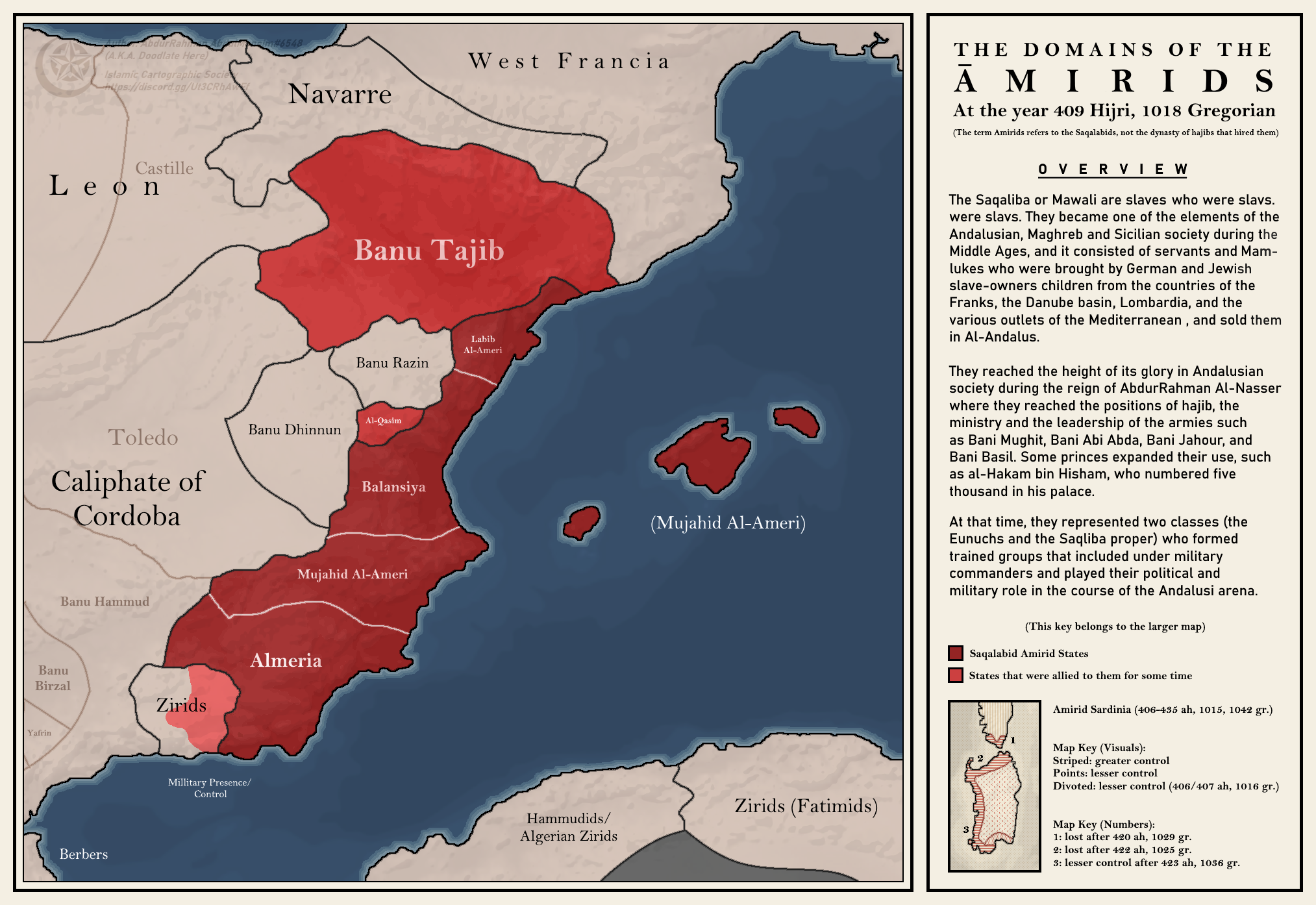
Сфера влияния Сакалабидов в 1018 году с владениями на Сардинии и Корсике

Братья Мубарак ас-Саклаби и Музаффар аль-Саклаби первоначально были христианскими детьми-сакалиба, которых кастрировали и продали в рабство в Испанию. Они получили образование в области исламской культуры и религии. Братья стали рабами другого раба по имени Муфарис, который был начальником полиции во дворце Аль-Мансур в Мадине аз-захра. В результате военного переворота, они стали совместными правителями, первыми эмирами таифы Валенсия. Мубарак погиб в результате несчастного случая в 1018 году, а вскоре после этого во время восстания был убит Музаффар. Их сменил Лабиб ас-Саклаби, также бывший раб, который был стал Тортосы между 1015 и 1016 годами и, вероятно, был ответственен за восстание против Музаффара.
Сакалиба Афтах стал основателем тайфы Альмерия. Он выиграл борьбу с бербером Ибн Рависом за контроль над Аль-Марийей (ныне город Альмерия). Афтаху наследовал Хайран, который укрепил государство. В течение его царствования город Альмерия пережил большое развитие и расширил границы. Во время правления преемника Хайрана, Зухайра, тайфа Альмерия включила Мурсию, Хаэн, достигла Гранады, Толедо и Кордовы. Но вскоре начался её упадок и потеря территорий. В 1038 году, в правление Абу Бакра ар-Рамини тайфа Альмерия была завоевана Абд аль-Маликом ибн Абд аль-Азизом, эмиром тайфы Валенсии.
После падения Кордовского халифата в начале XI века поток невольников-сакалиба резко сократился. Со второй половины XI века термин сакалиба применялся в западной части исламского мира в отношении скопцов независимо от происхождения. Поток невольников-сакалиба из Восточной Европы сократился с конца X — начала XI веков по причинам недостатка серебра в исламском мире и усилившимся противодействием со стороны Киевской Руси. Последние упоминания о невольниках-сакалиба из Восточной Европы относятся к середине XI века.